# Strongylose équine
La strongylose équine est une strongylose, une maladie parasitaire due à un nématode de l'ordre des Strongylida. C'est une maladie affectant les chevaux due à la présence du nématode Strongylus equinus.